# Gare d'Armstrong
La  gare d'Armstrong à Armstrong (en) dans la partie non-organisée de la ville de Thunder Bay est desservie par Le Canadien de Via Rail Canada. La gare consiste en un abri chauffé sans service.